# البحير
البحير هي منطقة بحرينية تقع بالرفاع في المحافظة الجنوبية، تعود تسمية البحير لوادي البحير الذي يقع في نفس المنطقة. يقع أيضًا في هذه المنطقة هيئة تنظيم سوق العمل.